# John Bennett (autocoureur)
John Andrew Bennett (Salisbury, 15 september 2003) is een Brits autocoureur.

## Carrière

### Ginetta GT5
Bennett maakte in 2020 zijn autosportdebuut in de Ginetta GT5 Challenge bij het team Elite Motorsport. Hij behaalde drie podiumplaatsen en een snelste ronde in zijn eerste seizoen. In 2021 bleef hij actief in deze klasse bij Elite. Hij won vijf races op het Thruxton Circuit, Brands Hatch, Silverstone, het Snetterton Motor Racing Circuit en Donington Park. Hiernaast stond hij nog vijf keer op het podium, waardoor hij achter Josh Steed tweede in het eindklassement werd.

### GB3
In 2022 stapte Bennett over naar het formuleracing en kwam hij uit in het GB3 Championship, waarin hij voor Elite Motorsport bleef rijden. Hij kende een redelijk debuutseizoen, waarin hij in het laatste raceweekend op Donington voor het eerst op het podium eindigde. Met 262,5 punten werd hij achtste in het kampioenschap.
In 2023 bleef Bennett actief in de GB3, maar stapte hij over naar het team Rodin Carlin. Opnieuw behaalde hij een podiumplaats, ditmaal op Silverstone. Met 217 punten zakte hij wel naar de tiende plaats in de eindstand.
In 2024 reed Bennett een derde seizoen in de GB3 en kwam hij uit voor het team JHR Developments. Hij won drie races op het Oulton Park Circuit, het Circuit Zandvoort en Silverstone en stond daarnaast nog acht keer op het podium. Hij was gedurende het hele seizoen samen met Louis Sharp en Tymek Kucharczyk verwikkeld in de strijd om de titel. Met 456 punten werd hij uiteindelijk achter Sharp tweede in het eindklassement.

### Formule Regional
In 2024 begon Bennett het seizoen in het Formula Regional Middle East Championship, waarin hij voor Evans GP reed. Hij behaalde zijn enige kampioenschapspunt met een tiende plaats in de seizoensfinale op het Dubai Autodrome, waardoor hij op plaats 23 in het kampioenschap eindigde. Later dat jaar debuteerde hij in het Formula Regional European Championship bij het team KIC Motorsport in het raceweekend op Zandvoort als vervanger van Costa Toparis, waarin een zestiende plaats zijn beste race-uitslag was.

### Formule 2
In de laatste twee raceweekenden van 2024 maakte Bennett zijn Formule 2-debuut bij het team Van Amersfoort Racing als vervanger van de vertrokken Enzo Fittipaldi. Met een achtste plaats op het Losail International Circuit als zijn enige top 10-finish eindigde hij met 4 punten op plaats 28 in het kampioenschap.
In 2025 rijdt Bennett het volledige Formule 2-seizoen bij Van Amersfoort.